# Walther PPQ
La Walther PPQ è una pistola di fabbricazione tedesca, prodotta dal 2011 dalla Carl Walther GmbH Sportwaffen. Sviluppata dalla casa di Ulm per compiti di polizia, forze di sicurezza, ma anche per tiro sportivo, il nome del modello è l'acronimo di Polizei Pistole Quickdefense (pistola di polizia per difesa rapida). È disponibile nei calibri 9 Parabellum, 9x21 IMI (in Italia) e .40 S&W.

## Evoluzione prodotto

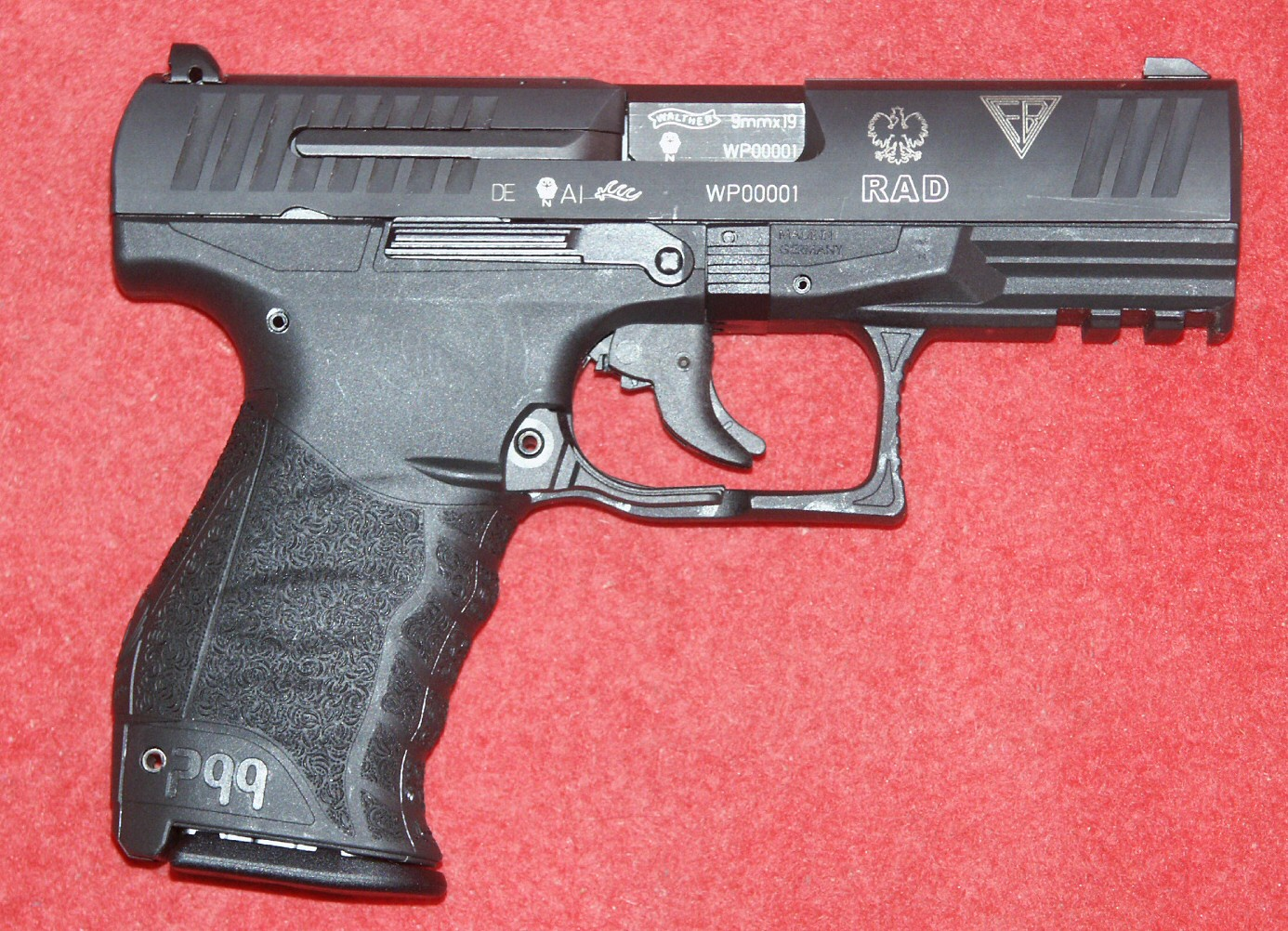
P99 RAD (made in Polonia)

La PPQ è una diretta evoluzione della P99, almeno nel concetto di base, e di questi modelli mantiene la compatibilità con i caricatori, sia della prima e che della seconda generazione, ma anche con altri accessori.
L'innovazione più grande della PPQ, rispetto (ad esempio) alla P99QA e alla P99 RAD, è il grilletto 'Quick Defense', o meglio, lo scatto e le sicure.

## Dettagli di progetto
Ergonomia e completi controlli ambidestri sono stati un dato di base della progettazione e, come risultato, tre strisce rimovibili sono presenti nella dotazione di base per essere applicate alla parte posteriore dell'impugnatura, nelle misure small, medium and large, per adattarsi ad ogni mano; questa scelta permette un maggior comfort al tiratore. 
Sotto la copertura parapolvere del fusto è integrata una guida MIL-STD 1913 Picatinny per attaccare accessori, come una luce tattica o un puntatore laser. La PPQ ha una canna tradizionale con rigature.

## Meccanismo di fuoco
La Walther PPQ è una pistola semiautomatica con chiusura geometrica a blocco e funzionamento a corto rinculo di canna di tipo Browning, adattato da quello della pistola Hi-Power. Usa un fusto in tecnopolimero vetrorinforzato, il carrello-otturatore e la canna sono in acciaio al carbonio con trattamento Tenifer®, che aumenta la resistenza all'usura e all'ossidazione, e la pistola può essere facilmente smontata e pulita, nelle componenti principali, senza l'ausilio di attrezzi. 
Ad arma caricata, premendo il grilletto, il percussore viene rilasciato e viene sparato il colpo. La pressione del gas spinge il proiettile fuori dalla canna. L'impulso risultante provoca l'arretramento della canna e dell'otturatore; questo insieme arretra per un breve tratto, finché la canna non viene sganciata dall'otturatore, mediante l'azione a camme in cui la parte posteriore della canna è tirata verso il basso e bloccata in quel punto. L'otturatore continua così il movimento retrogrado, estraendo il bossolo dalla camera ed espellendolo verso destra, e armando il percussore. Quando raggiunge il fine corsa, l'otturatore viene spinto nuovamente in avanti dalla molla di recupero, sfila dal caricatore una nuova cartuccia e la introduce nella camera. Così viene spinta la canna in avanti e verso l'alto, bloccando di nuovo il carrello-otturatore. L'arma è nuovamente pronta allo sparo. 
Il meccanismo di sparo è del tipo a percussore lanciato (cioè senza cane), che viene completamente armato durante la traslazione retrograda del carrello, anziché esserlo solo parzialmente come sulla Glock. Il gruppo di scatto è caratterizzato dal grilletto con leva di sicurezza (o secondo grilletto) integrata al centro, secondo il disegno reso popolare dalla Glock e già introdotto nella P99QA (Quick Action). La pistola camerata è, quindi, sempre armata con il grilletto in posizione leggermente arretrata, che lascia sporgere la leva di sicurezza. Quando questa è azionata, si agisce sul disconnettore, che libera il percussore permettendo a quest'ultimo di colpire l'innesco della cartuccia . Questo tipo di grilletto funziona quindi quale sicura sul grilletto e sul percussore . Il meccanismo Quick Defense garantisce una pressione ed una corsa del grilletto uniformi. La trazione da esercitare sul grilletto è di 25 N, mentre la corsa è di 9 mm al primo colpo e di soli 2,5 mm al reingaggio.

## Indicatore di carica
Se la parte posteriore dell'estrattore è incassata, ciò significa che una cartuccia/bossolo si trova nella camera di cartuccia. L'indicatore assume la forma di una marcatura rossa che appare visibile al livello della parte incassata dell'estrattore stesso. A differenza del precedente modello P99, non viene riprodotto il dispositivo meccanico che consentiva di indicare visivamente l'armamento della pistola mediante la fuoriuscita di un punzone rosso aggettante dal tappo dell'otturatore, che corrispondeva di fatto all'estremità posteriore del percussore. Rispetto alla P99 non si trova sulla PPQ neanche il pulsante di sgancio del percussore che consente di disarmare la pistola azionando verso il basso l'apposito meccanismo posto a margine del carrello sul lato sinistro.

## Ritegno del caricatore
La leva di ritegno del caricatore, collocata su entrambi i lati della guardia del grilletto, è integrata all'interno del contorno della guardia. Premendo la leva all'ingiù, il caricatore si sfila dal corpo pistola.

## Leva arresto carrello-otturatore
Per bloccare il carrello-otturatore in posizione aperta, afferrare la pistola e rimuovere il caricatore. Afferrare il carrello-otturatore e arretrarlo completamente (nel caso vi fosse un colpo in camera di cartuccia si avrà l'espulsione dello stesso) e spingere verso l'alto la leva di blocco carrello-otturatore. Per rilasciare il carrello-otturatore premere verso il basso la leva: si avrà il rilascio completo del carrello.

## Caricatore
Quando il caricatore viene rimosso dal suo alloggiamento all'interno dell'impugnatura della pistola, attraverso dei fori è possibile verificare il numero dei colpi presenti nello stesso. La fabbricazione è a cura della italiana MEC-GAR 

## Impugnatura
La PPQ offre la possibilità di adattare le dimensioni dell'impugnatura alle esigenze dell'utilizzatore. Si può scegliere una dei tre dorsalini che sono in corredo alla pistola, nelle dimensioni Large, Medium, Small. Il dorsalino con l'impugnatura presenta l'alloggiamento per un portacorreggiolo.

## Organi di mira
Il mirino e la tacca di mira sono intercambiabili. Il punto d'impatto può essere regolato lateralmente e in altezza. Lateralmente si agisce con apposito attrezzo spostando verso destra o sinistra la tacca. Il mirino può essere più alto o più basso, sostituendo lo stesso con mirini numerati, disponibili come accessori.

## Custodia
La PPQ viene fornita in una valigetta in polimero, contenente: la pistola, tre strisce retro impugnatura di tre dimensioni diverse (S,M,L), due caricatori, un carica-caricatore, manuale d'istruzioni, prova di sparo.

## Varianti
- PPQ TACTICAL NAVY è una variante che ha un meccanismo di fuoco modificato per operazioni in acqua e vicino all'acqua. Un foro apposito nella camera di scoppio assicura un adeguato drenaggio di acqua nel caso di una immersione completa dell'arma. La resistenza idraulica è compensata da una molla più forte. Inoltre le guide del carrello, apposite per questo modello, riducono la resistenza quando avviene il movimento di espulsione.
- PPQ TACTICAL NAVY SD è la stessa arma come sopra, ma con una canna di lunghezza 118mm munita di filetto per il montaggio di un silenziatore.
- PPQ M2, creata per il mercato americano e presentata nel gennaio 2013, è una PPQ contraddistinta dall'abbandono della leva di sgancio del caricatore posta sul lato del ponticello, sostituita da un più usuale pulsante ambidestro, posto sull'impugnatura al livello della guardia del grilletto.
- PPQ M3, creata per su specifiche della Polizei Bayern, Polizia bavarese.
- PPQ Q4, variante sportiva da 4" della PPQ con tacche di mira specifiche.
- Q5, variante sportiva da 5".

| Variante     | Lunghezza totale mm | Calibro                    | Lunghezza canna mm | Altezza mm | Larghezza mm | Peso g | Max. colpi caricatore            |
| ------------ | ------------------- | -------------------------- | ------------------ | ---------- | ------------ | ------ | -------------------------------- |
| PPQ          | 180                 | 9 × 19 mm                  | 102                | 135        | 34           | 615    | 15 o 17                          |
| PPQ          | 184                 | .40 S&W                    | 106                | 135        | 34           | 625    | 12 o 14                          |
| PPQ          | 188                 | .45 ACP                    | 108                | 135        | 34           | 840    | 12                               |
| PPQ Navy     | 180                 | 9 × 19 mm                  | 102                | 135        | 34           | 695    | 15 o 17                          |
| PPQ M2 4"    | 180                 | 9 × 19 mm e .22 Long Rifle | 100                | 135        | 34           | 590    | 12                               |
| PPQ M2 4,25" | 180                 | .45 ACP                    | 108                | 135        | 34           | 808    | 12                               |
| PPQ M2 4,6"  | 206                 | .22 Long Rifle             | 117                | 135        | 34           | 593    | 12                               |
| PPQ M2 5"    | 206                 | 9 × 19 mm e .22 Long Rifle | 127                | 135        | 34           | 635    | 10/12                            |
| PPQ M3 4"    | 180                 | 9 × 19 mm                  | 102                | 135        | 34           | 710    | 15                               |
| PPQ Q4 4"    | 180                 | 9 × 19 mm                  | 102                | 135        | 34           | 700    | 15 o 17                          |
| Q5 5"        | 206                 | 9 × 19 mm                  | 127                | 137        | 34           | 775    | 15 (Match) o 17 (Match Champion) |
| 1.           |                     |                            |                    |            |              |        |                                  |

## Utilizzatori
- Taiwan - Polizia nazionale[11][12] La variante PPQ M2 è stata selezionata come pistola d'ordinanza per rimpiazzare la Smith & Wesson 5904.